# NGC 1903
| NGC 1903                                                | NGC 1903                                                      |
| ------------------------------------------------------- | ------------------------------------------------------------- |
| Aufnahme des Hubble-Weltraumteleskops                   |                                                               |
| Aufnahme des Hubble-Weltraumteleskops                   |                                                               |
| Beobachtungsdaten Äquinoktium: J2000.0, Epoche: J2000.0 |                                                               |
| Sternbild                                               | Dorado                                                        |
| Rektaszension                                           | 05h 17m 22,4s                                                 |
| Deklination                                             | −69° 20′ 16″                                                  |
| Zugehörigkeit                                           | Große Magellansche Wolke                                      |
| Geschichte                                              |                                                               |
| Entdeckung                                              | John Herschel, 30. November 1834 James Dunlop, 3. August 1826 |
| Katalogeinträge                                         |                                                               |
| ESO 56-SC93, SL 356, h 2825, GC 1111                    |                                                               |

NGC 1903 ist ein Sternhaufen der Großen Magellanschen Wolke im Sternbild Dorado. Er wurde von John Herschel 1834 mit einem 18,7″-Teleskop entdeckt.